# 유다 복음서

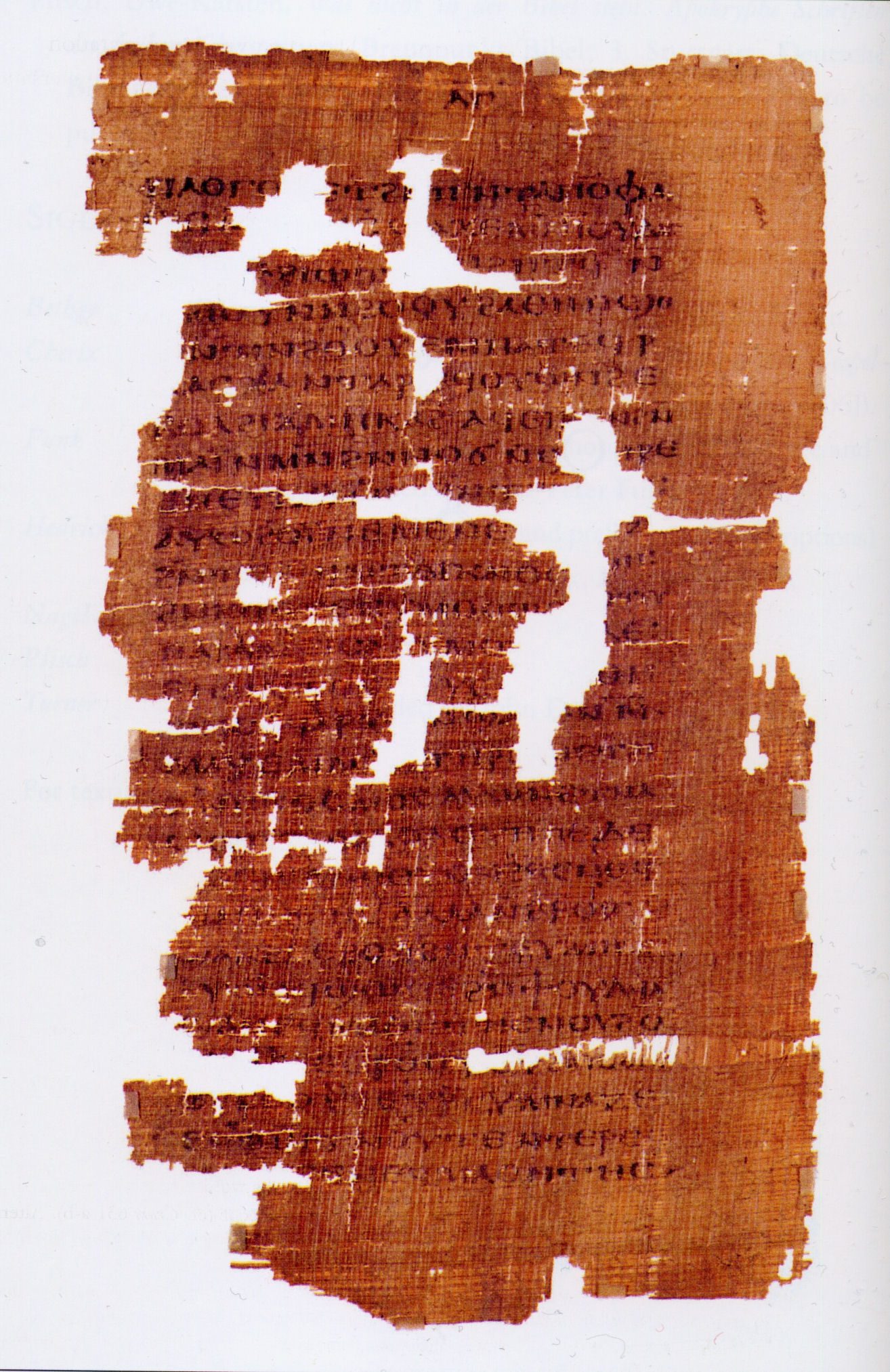
총 33페이지로 구성된 유다 복음서의 첫 페이지

유다 복음서는 예수 그리스도와 사도 가룟 유다 사이에서 이루어진 대화가 기록되어 있다고 알려진 영지주의 복음의 하나이다. 이 문서가 유다 자신에 의해 쓰여진 것이라고는 주장되지 않으며, 오히려 영지주의적 예수 추종자에 의해 쓰여진 것이라고 본다. 현재는 4세기에 쓰여진 콥트어 문서로 남아있다.
기독교의 신약성서에 속하지 않는 외경 중의 하나로, 나그함마디 문서와 마찬가지로 영지주의적인 시각으로 기술되어 있으며 이스카리옷 유다가 예수를 배반한 것이 실제로는 예수의 명령이었다는 내용을 담고 있다.

## 기록과 발견의 경위
적어도 2세기(AD 130년~170년) 무렵 영지주의의 한 분파인 카인파(Cainites)가 쓴 것으로 추측되며, 원래 본문은 그리스어로 되어 있었으나, 4세기 무렵 이집트에서 사용하던 콥트어로 번역되어 파피루스에 기록된 것으로 추정된다. 본문은 모두 26쪽 분량이다. 이 사본은 1976년 이집트의 한 골동품 시장에서 발견되었으며 2006년 4월 6일 내셔널 지오그래픽에 의해 일부 복원되어 영어, 프랑스어, 독일어 등 세계 주요 언어로 번역되어 동시에 공개되었다.

## 내용
유다 복음서는 "예수 그리스도께서 이스카리옷 유다와 나누신 계시에 대한 비밀스러운 이야기"라는 말로 첫장이 시작된다.
이 복음서는 예수가 열두 사도들을 불러 천국의 비밀과 세계의 종말에 관해 언급한 것을 기록하는 도입 부분에서 유다가 다른 사도들에 비해 훨씬 더 우위에 있음을 기술하고 있다. "너는 그들 모두를 능가할 것이다. 너는 인간의 형상을 빌려 이 땅에 온 나를 희생시킬 것이기 때문이다." 여기서 유다는 예수의 열두 제자 가운데 예수가 '육신을 벗어야 부활할 수 있음'을 유일하게 인식한 수제자로 그려지고 있다. 참고로 육신을 악한 것으로 보는 이분법적 시각은 당시 성행하던 '영지주의' 사상에 속하는 것이다.
또 이 책은 '유다의 예수 배반'이 사실은 예수가 인류 구원이라는 지상 과업을 완성하기 위해 유다와 미리 모의한 것으로 쓰고 있다. 유다의 배반이 없었다면 인간들의 구원을 이루려는 하나님의 계획도 완성되지 않았을 것이라는 등 유다의 배반을 합리화하는 주장을 담고 있다.
특히나 이 유다 복음서에서 눈에 띄는 것은 열두 사도를 향한 강한 부정과 성찬례에 대한 무시다.
이 복음서는 열두 제자는 예수의 가르침을 제대로 이해하지 못한 반면 유독 유다만이 예수의 신비로운 가르침을 온전하게 알아들은 것으로 기술하고 있다. 그리고 예수가 제자들과 만나는 첫 장면에서 과월절(파스카) 만찬의 감사기도를 조롱하고 있는 것으로 묘사하고 있다. 또 예수는 유대교 사제들이 종교라는 이름으로 많은 죄악을 자행하고 있다고 비판하는 것으로 기록하고 있다. 결국 전례 자체와 사제들의 제사행위 자체, 마침내 성찬례가 불필요하다는 반 성사주의(Anti-Sacramentalism=반 성례전주의)적인 입장을 담고 있다.
유다 복음서는 유다가 예수를 고발하여 로마 제국의 병사들에게 내주는 것으로 끝난다. 부활 대목이 없는데, 그 이유는 예수가 영지주의자들이 악한 것으로 여기던 육신에서 벗어나는 것으로 영생을 얻기에 굳이 무덤에서 되살아나 승천하는 과정이 불필요하다는 입장이 깔려 있는 것이다.

## 영지주의와의 관계
이런 주장들은 당시 영지주의(Gnosticism) 주장과 일맥상통한다. 영지주의는 육체와 정신을 나누는 이원론으로, 인간이 어떤 직관(신비로운 지식)을 통해 육체를 벗어남으로써 신과 같은 영적인 존재가 될 수 있다고 믿는다. 따라서 구원을 위해서 부활이라는 것이 필요하지 않다. 예수는 구세자로서 하늘의 참된 지식을 전하려 이 세대에 왔으며 그 목적을 이루면 거룩하고 위대한 세계로 가기 위해 육체적 모습을 벗어야 한다는 것이 기본 구조다. 따라서 유다의 예수 배반은 예수가 자신의 목적을 이룬 뒤 거룩하고 위대한 세대로 돌아가기 위해 반드시 필요한 과정으로 그려진 것이다.

## 비판
유다 복음서는 서기 180년대에 이레네우스(Irenaeus)주교가 《이단 논박》을 통해 이스카리옷 유다에 대해 언급하면서 이단적인 책이라고 경고한 바 있다.